# Sund (Åland)

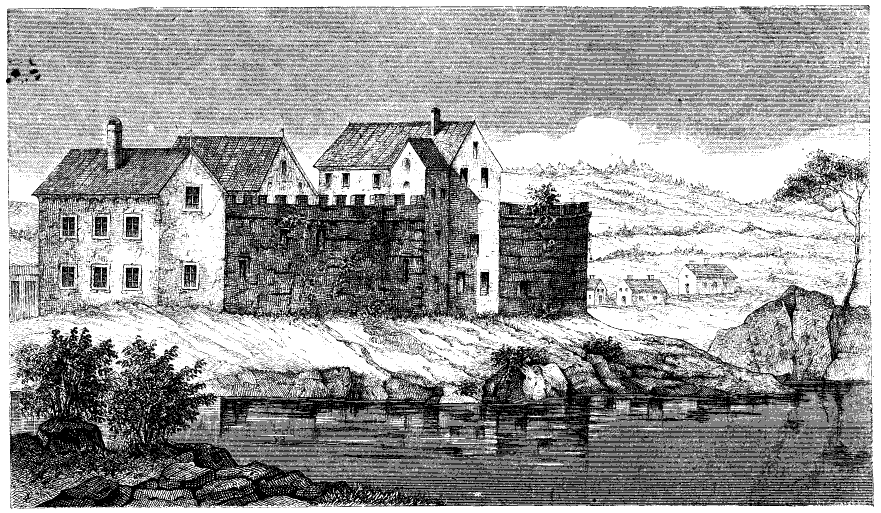
Kastelholm in de late 17e eeuw.

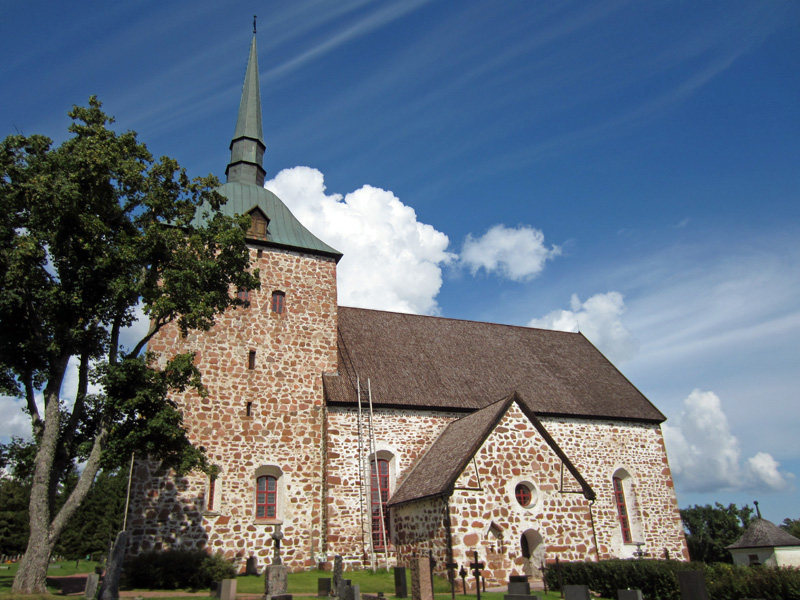
De kerk van Sund

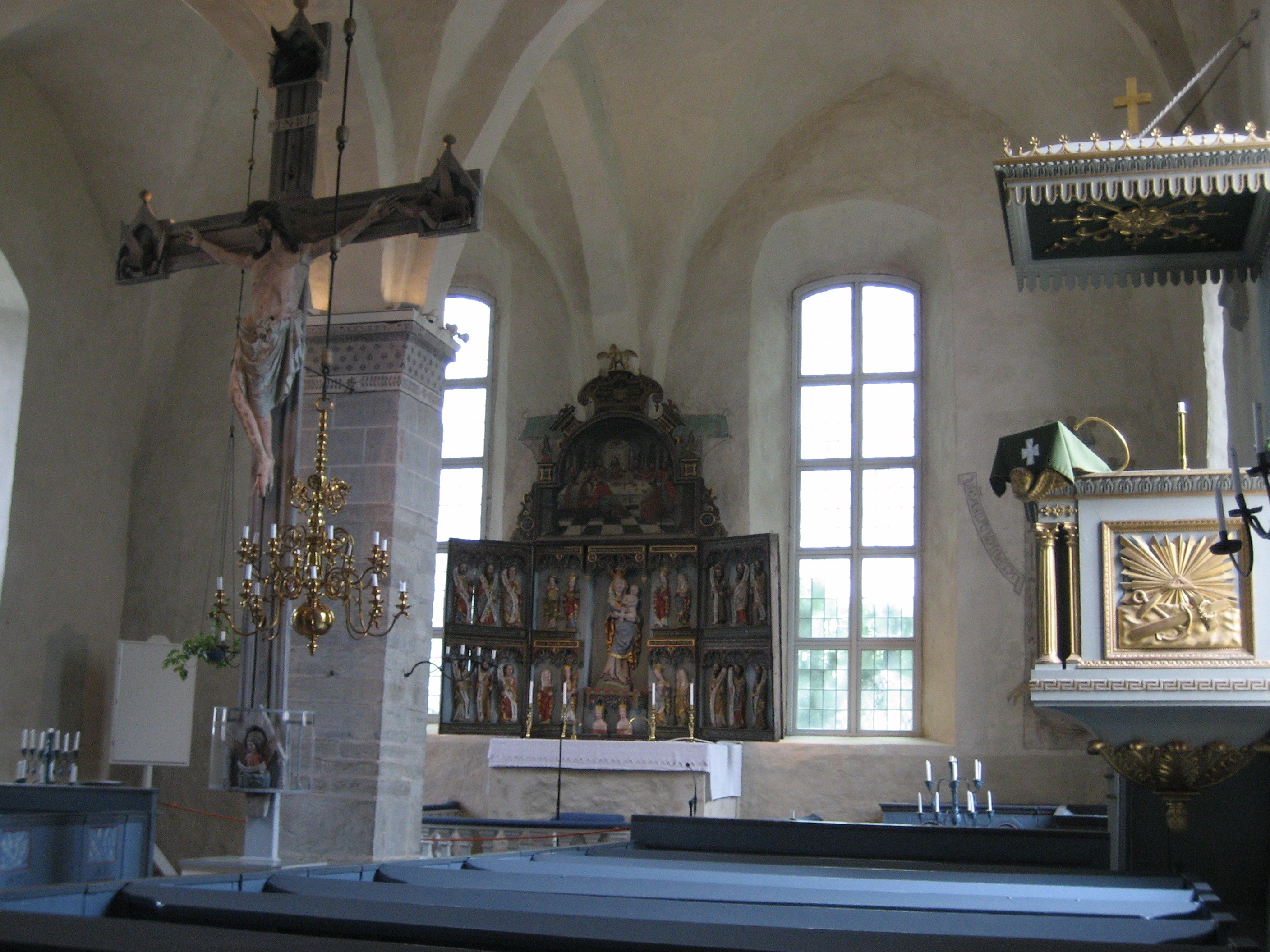
Interieur van de kerk

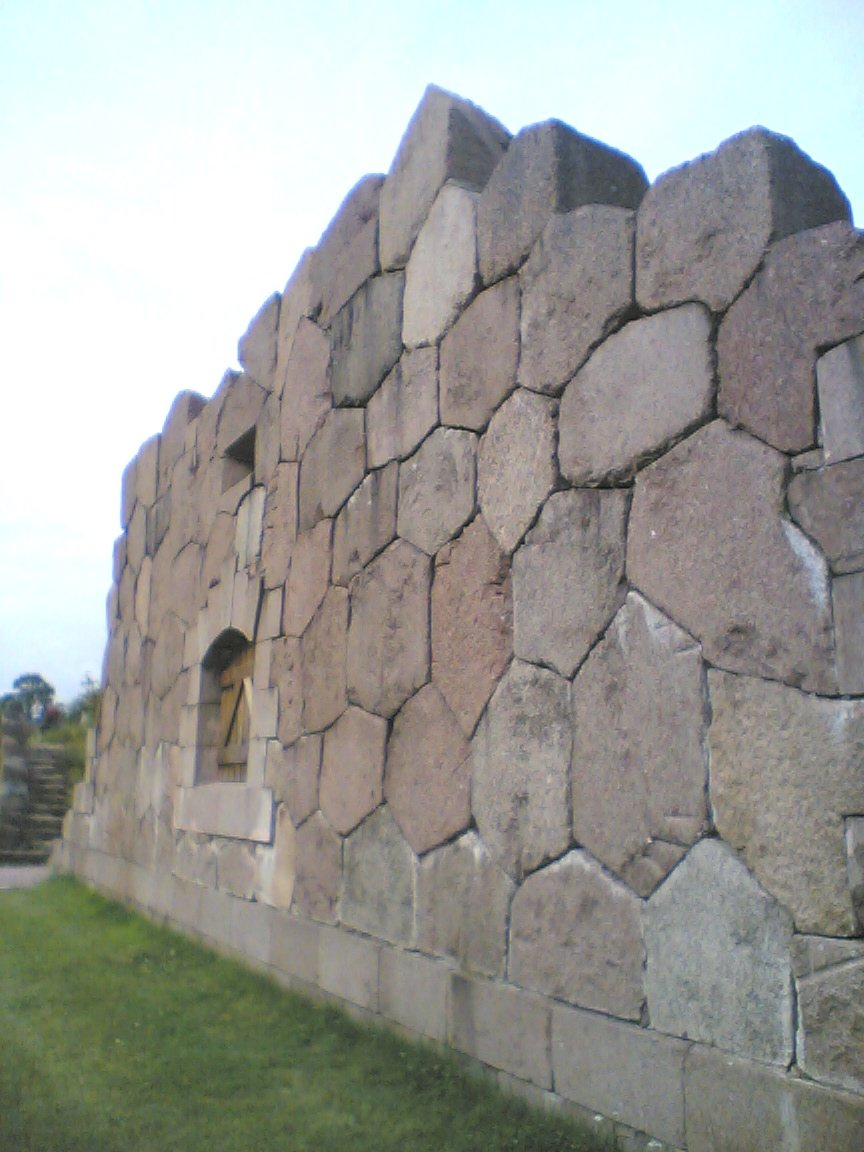
Een deel van de muur van het fort Bomarsund.

Sund is een gemeente van de autonome Finse eilandengroep Åland, gelegen in de Oostzee.
Deze gemeente is bijzonder rijk aan cultuur en historie. Sinds 1993 is het daarom een van de 27 officiële nationale parken van Finland.
Sund ligt op de noordoostelijke uithoek van het hoofdeiland en grenst in het westen aan (van noord naar zuid) de gemeenten Saltvik, Finström en Jomala. In het oosten is Sund middels een korte veerverbinding verbonden met de archipel Vårdö. Ten zuiden van de gemeente ligt Lumparn, een oude meteorietkrater.
Het oppervlak van de gemeente is 113 km², waarvan 108,2 km² land; de overige oppervlakte is zee.

## Bevolking
Sund heeft 1.001 inwoners (2022). De bevolkingsdichtheid is 9.3 inwoners per km².
De hoofdplaats is Björby. Daarnaast zijn er nog 30 dorpjes en buurtschappen.
De voertaal is (zoals in heel Åland) Zweeds.

## Infrastructuur
Sund ligt via de weg ongeveer 20 km van de hoofdstad van Åland: Mariehamn. De gemeente is een belangrijke verbinding tussen het hoofdeiland en de route naar Finland, via Vårdö, Kumlinge en Brändö.

## Economie
Toerisme is de belangrijkste inkomstenbron, vanwege de verschillende bezienswaardigheden (zie hieronder). Daarnaast heeft veeteelt een belangrijke rol, evenals kleine bedrijfjes.

## Geschiedenis en bezienswaardigheden
- In Sund zijn vele prehistorische archeologische vindplaatsen, uit de steentijd, bronstijd en uit de ijzertijd.
- De oude middeleeuwse postroute van Zweden naar Finland loopt over Sund. Dappere roeiers staken de Oostzee over in kleine roeibootjes, waarbij veel slachtoffers vielen. Er werd geroeid vanuit Grisslehamn in Zweden naar Eckerö op Åland; vervolgens ging de post per paarden-postkoets over land naar Vårdö en van daaraf weer per boot naar het Finse vasteland.
- De middeleeuwse kerk van Sund is de grootste kerk van heel Åland. Ze is gewijd aan Johannes de Doper en is gebouwd in de 13e eeuw. Doordat ze enorm dikke stenen muren heeft, heeft ze oorlogen en branden doorstaan. Tweemaal (in 1678 en 1921) was er een brand die zo heet was dat de kerkklokken smolten. In de kerk hangt een vijf meter hoog kruisbeeld: het grootste van heel Scandinavië. In 1672 werd hier het tweede kerkorgel in heel Finland geplaatst. Dit orgel is er niet meer; het huidige orgel dateert uit 1973.
- Het kasteel Kastelholm is het enige middeleeuwse kasteel op Åland, en een van de vijf in heel Finland. Het is gedeeltelijk een ruïne. Het is in de 14e eeuw gebouwd op een klein eiland, maar doordat sindsdien de bodem enkele meters is gestegen door de postglaciale opheffing kwam de slotgracht grotendeels droog te staan. Die is toen uitgediept, maar dat hielp slechts tijdelijk. Nu is het een droge greppel, en ligt het kasteel op een schiereiland. Het kasteel is voor het eerst beschreven in 1388 in het contract van Margaretha I van Denemarken, waarin zij een belangrijk deel van de nalatenschap ontving van de rijke grootgrondbezitter Bo Jonsson Grip. De hoogtijdagen van het kasteel waren in de 15e en 16e eeuw. In de herfst van 1571 hield Johan III van Zweden zijn afgezette schizofrene broer Erik XIV van Zweden hier gevangen. Heden ten dage is het kasteel grotendeels gerestaureerd en is het een populaire toeristische attractie. Sinds 2001 is het hele kasteel te bezichtigen.

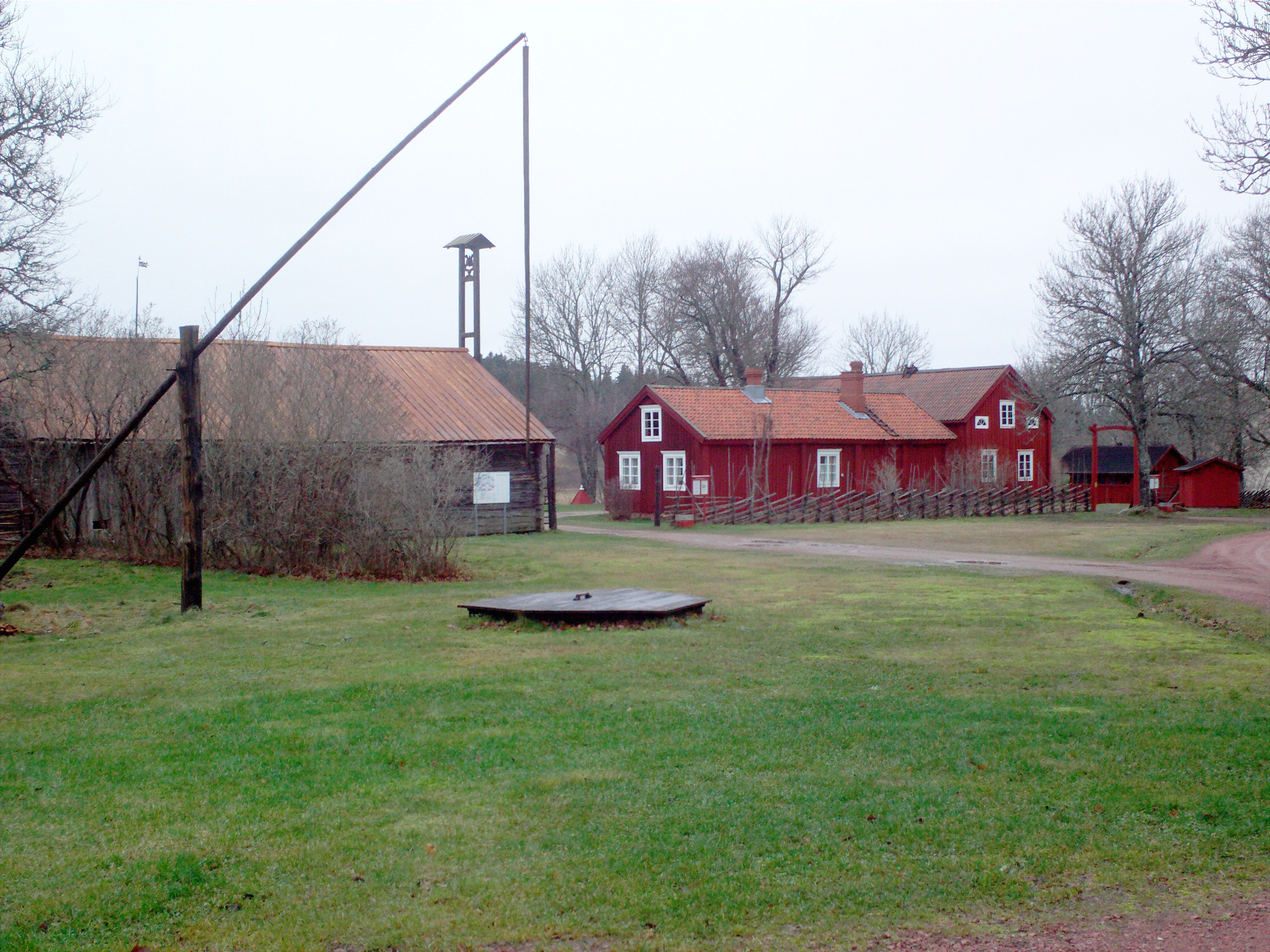
gebouwen in het openluchtmuseum Jan Karlsgården

- Het openluchtmuseum 'Jan Karlsgården' ligt pal naast Kastelholm. Er zijn oude gebouwen uit heel Åland te bezichtigen, zoals traditionele windmolens, een stoomsauna en een smidse.
- Het gevangenismuseum 'Vita Björn' ligt ook pal naast Kastelholm. Het is gebouwd in 1784 als gevangenis en is als zodanig in gebruik geweest tot 1975. Nu is het een museum.
- De vestingruïne Bomarsund is een van de interessantste historische plaatsen van Åland. Nadat Zweden de Finse oorlog van 1808-1809 tegen de Russen had verloren, werden Åland en Finland deel van het Russische rijk. In opdracht van tsaar Nicolaas I van Rusland begonnen de Russen in 1830 aan de bouw van dit fort. Arbeiders van vele uithoeken van het Russische rijk werden hiervoor aangetrokken. Er vlakbij werd ook een stadje gebouwd: Gamla Skarpans, en later een nieuwe nederzetting genaamd Nya Skarpans, in het fort zelf. Het fort zelf werd nooit afgebouwd doordat in 1854 tijdens de Krimoorlog Engelse en Franse troepen met een overmacht binnenvielen en het opbliezen. Dit was de laatste oorlog op Åland; sindsdien is het gedemilitariseerd. Het fort is tegenwoordig te bezichtigen, inclusief de ruïnes van Gamla Skarpans en twee wachttorens. Nabij de ruïnes is een museum over Bomarsund en op het nabijgelegen eiland Prästö bevinden zich meerdere grote begraafplaatsen (die openbaar te bezoeken zijn) die herinneren aan alle mensen die werkten in en aan het fort en aldaar overleden zijn. Er zijn Russisch-orthodoxe graven met cyrillische opschriften op de grafstenen, Joodse met Hebreeuwse inscripties en er zijn moslimgraven. Bijzonder is dat veel grafstenen opschriften hebben aan weerszijden, in meerdere talen.
- Op het eiland Prästö is een museum geweest in het voormalige radiostation dat toonde hoe het leven er in de Russische tijd aan toeging. Dat museum is inmiddels gesloten.
- In Sund is ook een golfbaan, die jaarlijks zo'n 30.000 bezoekers trekt.

## Geboren
- Georg August Wallin (1811-1852), Fins arabist en ontdekkingsreiziger